# Grande Prêmio de Alanya
O Grande Prêmio de Alanya (oficialmente: Grand Prix Alanya) é uma carreira ciclista turca que se celebra no mês de fevereiro ao redor de Alanya na província de Antalya. A carreira organizou-se pela primeira vez no ano 2018 e faz parte do UCI Europe Tour baixo a categoria 1.2.

## Palmarés
| Ano  | Vencedor           | Segundo          | Terceiro           |
| ---- | ------------------ | ---------------- | ------------------ |
| 2018 | Kirill Pozdnyakov  | Onur Balkan      | Ivan Balykin       |
| 2019 | Lucas Carstensen   | Yauheni Karaliok | Patryk Stosz       |
| 2020 | Paweł Bernas       | Fabian Schormair | Onur Balkan        |
| 2021 | Davide Gabburo     | Filippo Colombo  | Alessandro Tonelli |
| 2022 | Alessio Martinelli | Sindre Kulset    | Anatoliy Budyak    |

## Palmarés por países
| País       | Vitórias |
| ---------- | -------- |
| Azerbaijão | 1        |
| Alemanha   | 1        |